# Lasiosina kaplanae
Lasiosina kaplanae är en tvåvingeart som beskrevs av Dely-draskovits 1981. Lasiosina kaplanae ingår i släktet Lasiosina och familjen fritflugor.
Artens utbredningsområde är Israel. Inga underarter finns listade i Catalogue of Life.